# Laigné
Laigné korábbi község Franciaország Loire mente régiójában, Maine-et-Loire megyében. 2018. január 1-jén Ampoigné korábbi községgel egyesült és Prée-d’Anjou új község része lett.
Lakosainak száma 842 fő (2018. január 1.). Laigné Simplé, Ampoigné, Château-Gontier, Denazé, Marigné-Peuton és Pommerieux községekkel határos.

## Népesség
A település népességének változása:
| Lakosok száma | 855  | 867  | 1476 | 851  | 842  |
|               | 2013 | 2015 | 2016 | 2017 | 2018 |